# Palazzo Carignani di Novoli

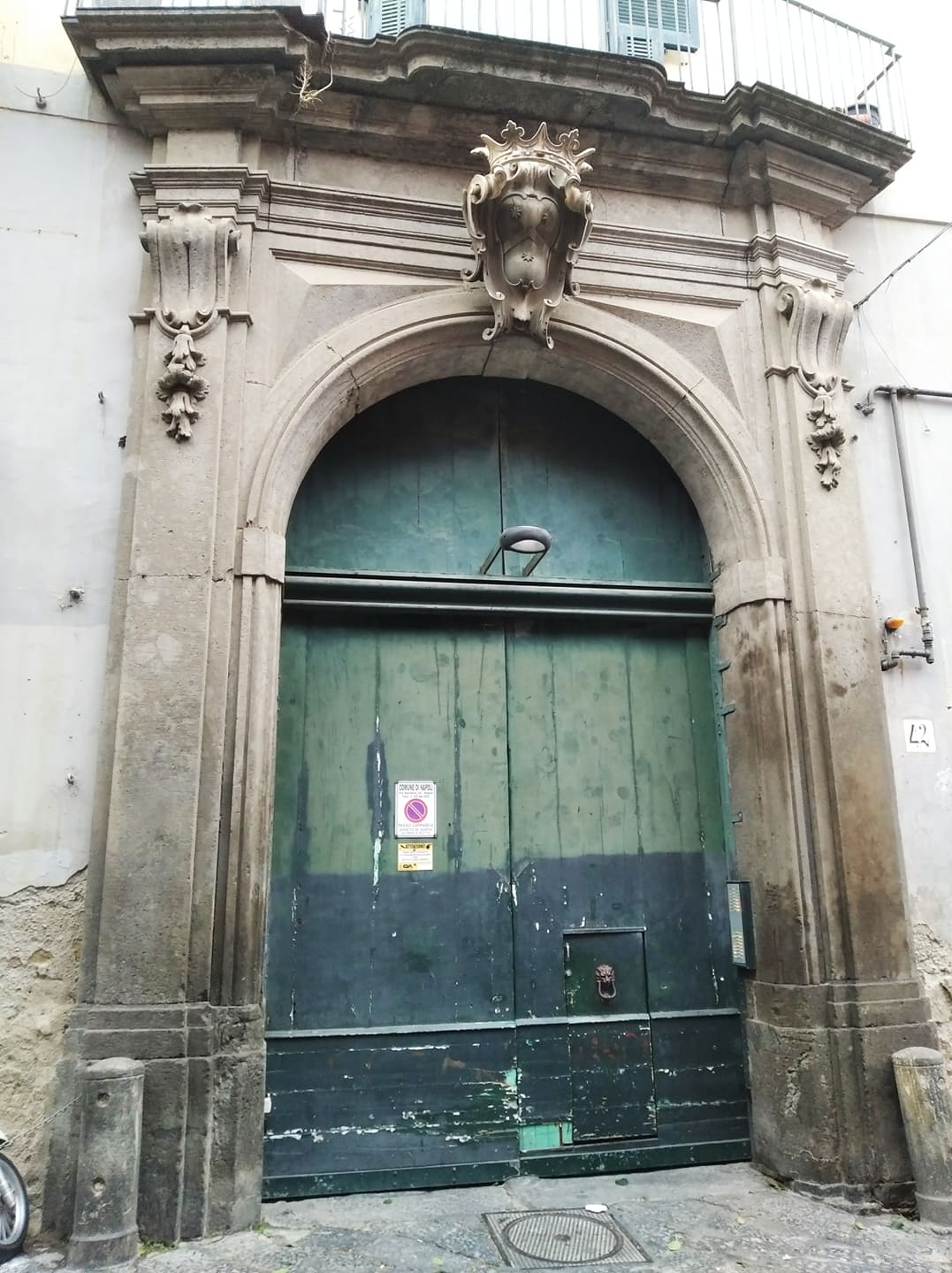
Palazzo Cartgnani di Novoli in Neapel, Eingangsportal.

Der Palazzo Carignani di Novoli ist ein Palast aus dem 16. Jahrhundert im Viertel San Ferdinando von Neapel in der italienischen Region Kampanien. Er liegt in der Via Solitaria, 42.

## Geschichte
Der Palast wurde mit Sicherheit in der zweiten Hälfte des 16. Jahrhunderts erbaut. Im Jahre 1579 gehörte er dem spanischen Adligen Juan Ruiz de Macheda, der ihn später seiner Tochter Victoria als Mitgift gab, als sie sich mit dem Kavalier Francisco Morales verheiratete. 1612 verkaufte deren Sohn, Alonso Morales-de Macheda, den Palast mit Garten einem gewissen De Marino. In den folgenden Jahrzehnten wechselten mehrmals die Eigentümer, so dokumentiert mit Grundstückszählungsbericht des Hügels von Pizzofalcone, der 1689 von Antonio Galluccio veröffentlicht wurde. Tatsächlich gehörte damals der Palast mit Garten dem Kloster San Luigi del Palazzo. Neue Aufzeichnungen sind aus der Mitte des folgenden Jahrhunderts bekannt, als der Palast, sobald ihn der erste Herzog von Novoli, Francesco Carignani (1692–1767), gekauft hatte, grundlegenden Erneuerungsarbeiten unterworfen wurde, die durch eine Reihe von Zahlungsdokumenten aus den Jahren 1752 und 1753 belegt sind. Ergebnis dieser Renovierung waren auch das wertvolle Eingangsportal aus Piperno, über dem das Familienwappen angebracht ist, und die Repräsentationstreppe, deren Entwurf von einigen Vanvitelli zugeschrieben wird, ohne dass es irgendeinen dokumentarischen Beweis für diese These gäbe. In der Karte des Herzogs von Noja von 1775 zeigt sich der Palast mit einem zum dreieckigen Garten offenen Hof, der neben dem Largo della Croce (heute Piazzetta Salazar) liegt. Letzte und definitive Veränderungen gab es nach 1815 mit dem Bau der Basilika San Francesco di Paola und ihrer Kolonnade. Um den Höhenunterschied zwischen dem neuen Platz und dem Largo della Croce zu überwinden, entschied man sich zum Bau der Rampe della Paggeria, wozu der größte Teil des Gartens des Palastes enteignet werden musste. Bilder aus dem 19. Jahrhundert lassen erkennen, dass der Palast (vermutlich im ersten Viertel des 20. Jahrhunderts) um ein Stockwerk erhöht wurde.
Der Palast dient mittlerweile als privates Mietshaus, das mehr Wartungs- und Erhaltungsarbeiten nötig hätte und vollständig von der Sovrintendenza von Neapel verwaltet wird.